# José María Bugella

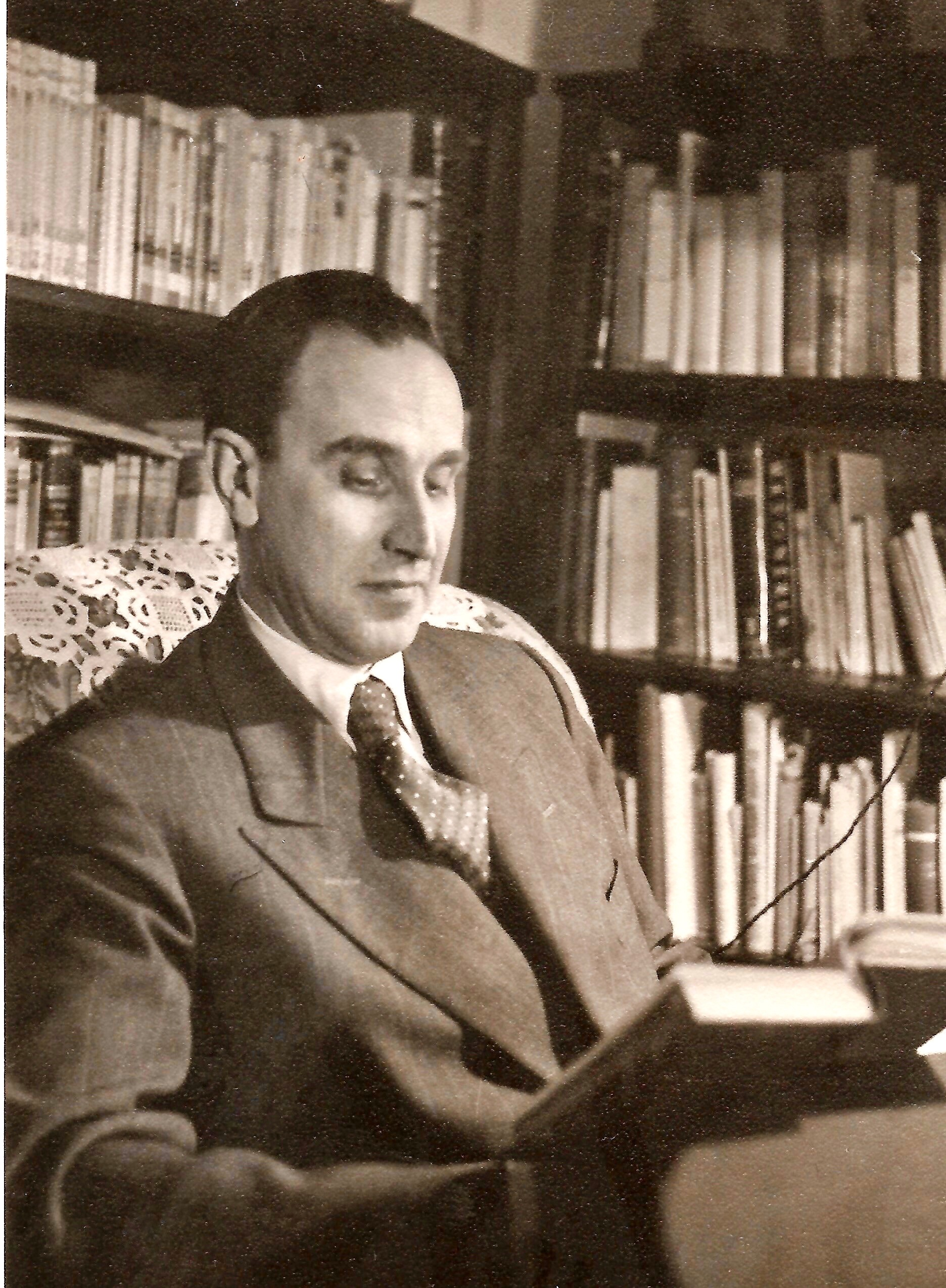
José María Bugella del Toro, periodista malagueño, fotografiado en la biblioteca de su domicilio en fecha desconocida.

José María Bugella del Toro (Málaga, 20 de enero de 1910-Madrid, 12 de enero de 1970) fue un periodista español.

## Biografía
Nacido en Málaga en el seno de una familia de clase media, desde su juventud estuvo implicado en el mundo del periodismo. Empezó a trabajar como articulista para el malagueño diario Sur, poco después de la conquista de Málaga por las fuerzas franquistas. Tras el final de la Guerra civil, Bugella desarrolló su carrera periodística en distintas cabeceras pertenecientes a la cadena de Prensa del Movimiento. Llegaría a ser redactor-jefe en el diario Sur, y posteriormente estuvo al frente de los diarios Yugo, Información, Jornada y Patria. También fue corresponsal en Roma del diario Pueblo y director de la revista taurina El Ruedo. Durante algún tiempo también trabajó para el diario ABC de Madrid como secretario de redacción. El historiador Ramón Reig García destaca su etapa al frente del diario Patria de Granada —del que fue director entre 1951 y 1962—, señalándolo como uno de los directores más «liberales» que tuvo el periódico granadino. Falleció en Madrid en 1970.
Tras su muerte la Diputación provincial de Granada instituyó el Premio nacional de periodismo «José María Bugella».